# Libbāli-šarrat

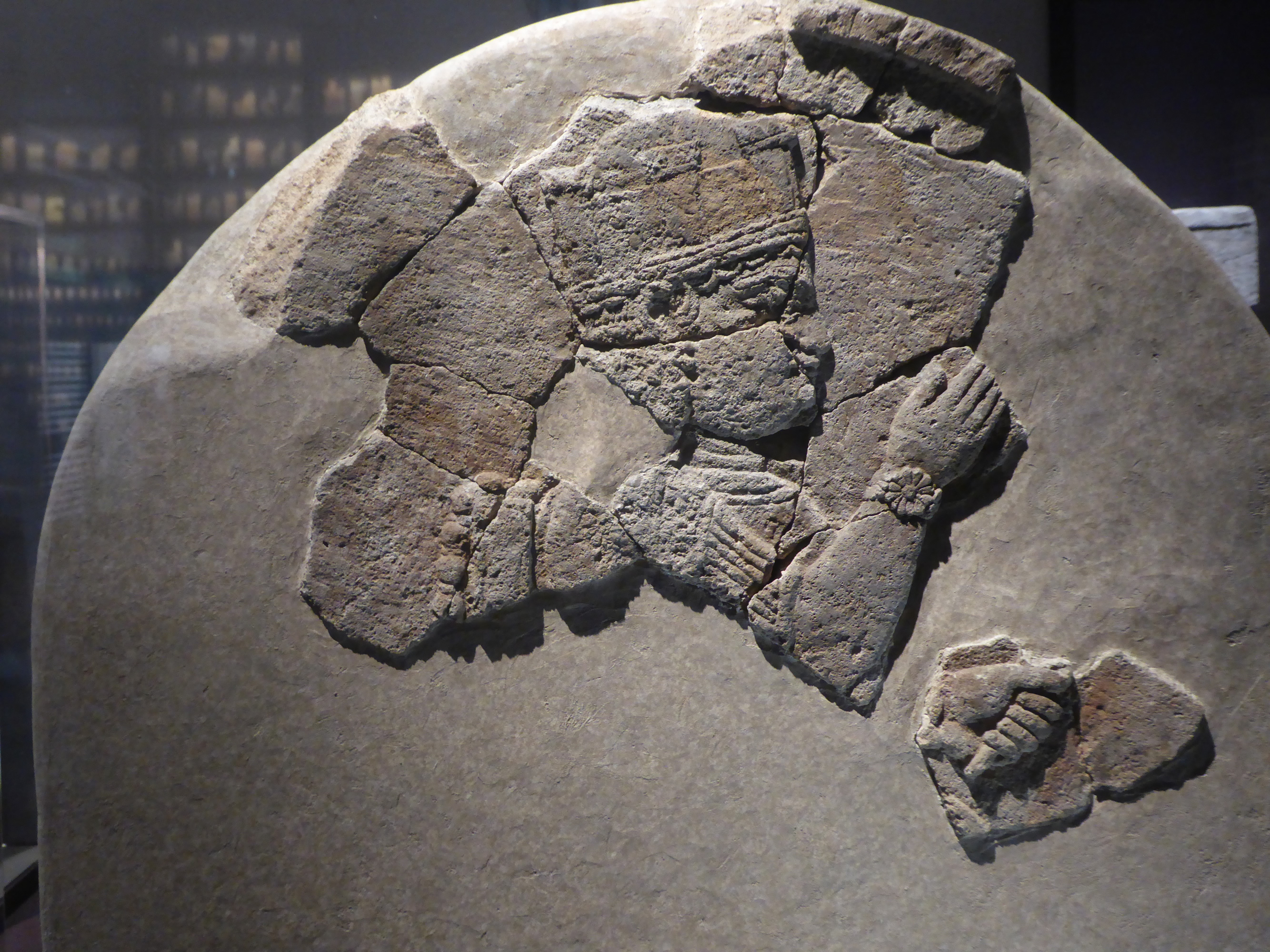
Libbāli-šarrat auf Stele aus Assur

Libbāli-šarrat (7. Jahrhundert v. Chr.) war die Gemahlin des assyrischen Königs Aššur-bāni-apli (der biblische „Assurbanipal“). Sie ist aus diversen keilschriftlichen Quellen bekannt, wonach sie den späteren Herrscher heiratete, als er noch Kronprinz war. Keilschrifttexte deuten Spannungen zwischen den Frauen des Hofes in dieser Zeit an. Zwei bildliche Darstellungen der Königin sind überliefert, die aus der Zeit stammen, als Aššur-bāni-apli König war. Sie erscheint auf einer Stele aus Assur, die vom sogenannten Stelenplatz stammt, und sie ist vielleicht in einer Bankettszene aus Niniveh zusammen mit ihren Gemahl dargestellt.